# Distretto di Bubi
Il distretto di Bubi è uno dei 7 distretti che compongono la Provincia del Matabeleland Settentrionale, in Zimbabwe. Ha una popolazione di 74.084 abitanti e una superficie di 6.079 Km². Ha come capoluogo Bubi.

## Demografia
| Censimento (Anno) | Popolazione    |
| ----------------- | -------------- |
| 2002              | 47.870         |
| 2012              | 61.883 (+2,6%) |
| 2022              | 74.084 (+1,9%) |